# Université pontificale catholique d'Équateur
L'université pontificale catholique de l'Équateur (Pontificia Universidad Católica del Ecuador, abrégé en PUCE) est une université pontificale équatorienne dont le siège se situe à Quito. C'est une des plus prestigieuses universités équatoriennes et l'université privée la plus ancienne de la république de l'Équateur. Université jésuite, elle a été fondée en 1946.  Le département de linguistique,

, littérature ,  à la maison deux moûts un des distingués et le programme de la plus ancienne université en linguistique et Quito.

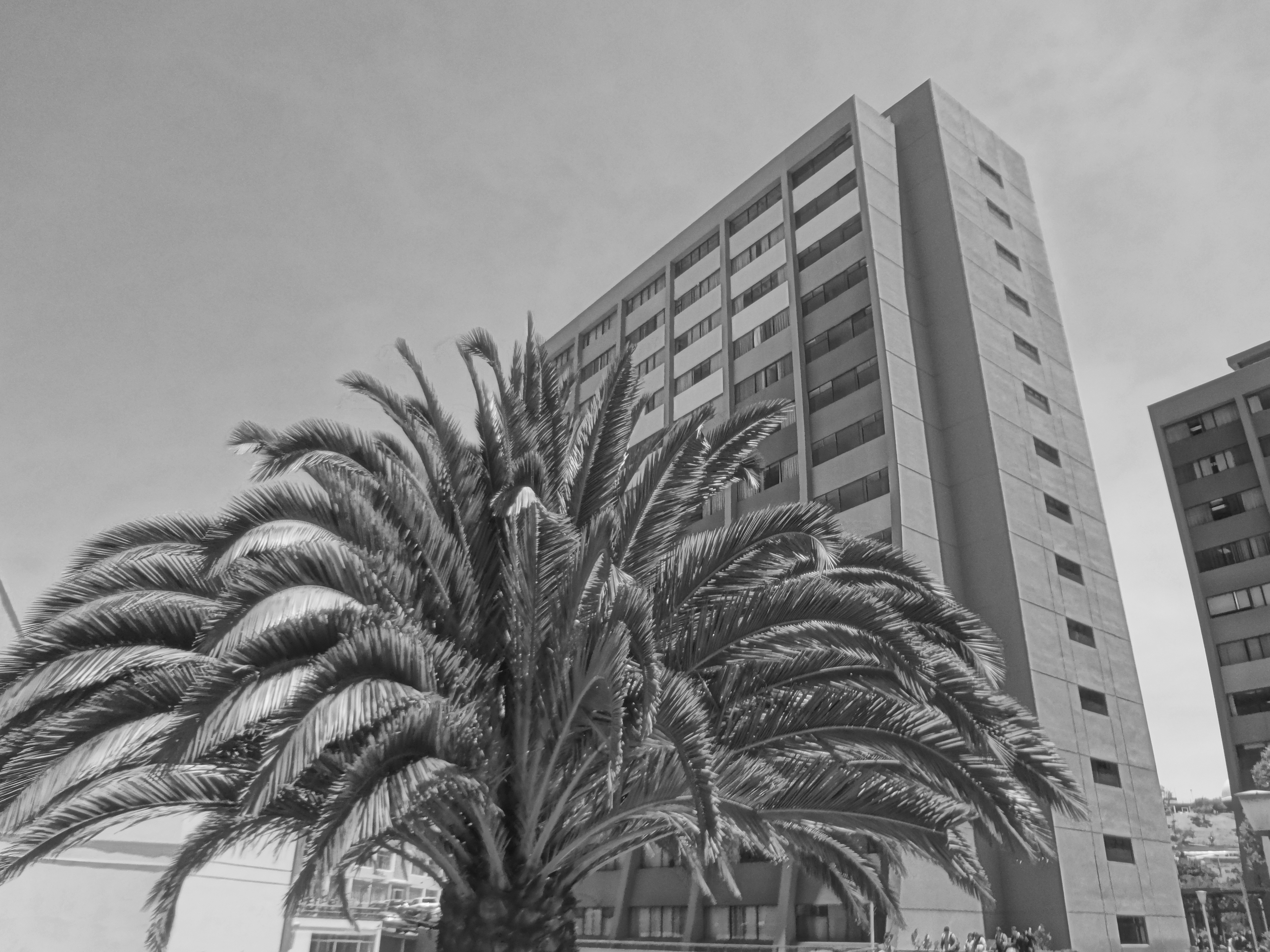
Université pontificale catholique d'Équateur

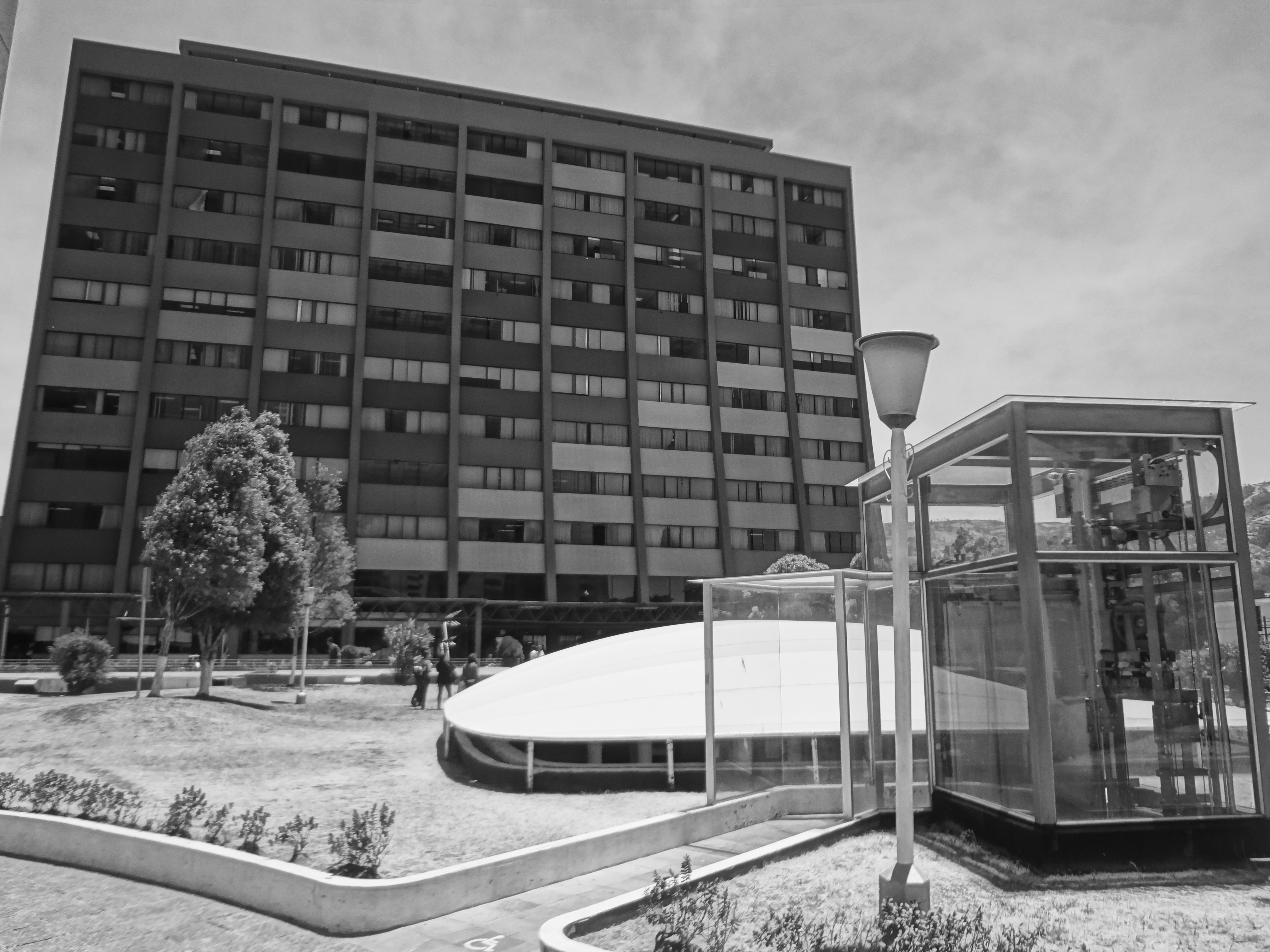
Université pontificale catholique d'Équateur

## Histoire
- 4 novembre 1946 : fondation de l'université pontificale catholique de l'Équateur à Quito
- 1963 : La direction de l'université est confiée à la Compagnie de Jésus
- 1963 : Le pape Jean XXIII accorde à l'université le titre de pontificale[6]
- 1976 : ouverture du site d'Ibarra
- 1981 : ouverture du site d'Esmeraldas
- 1982 : ouverture du site d'Ambato
- 1993 : ouverture du site régional de Manabí
- 1996 : ouverture du site de Santo Domingo de los Colorados[7]

#### Colisée, PUCE

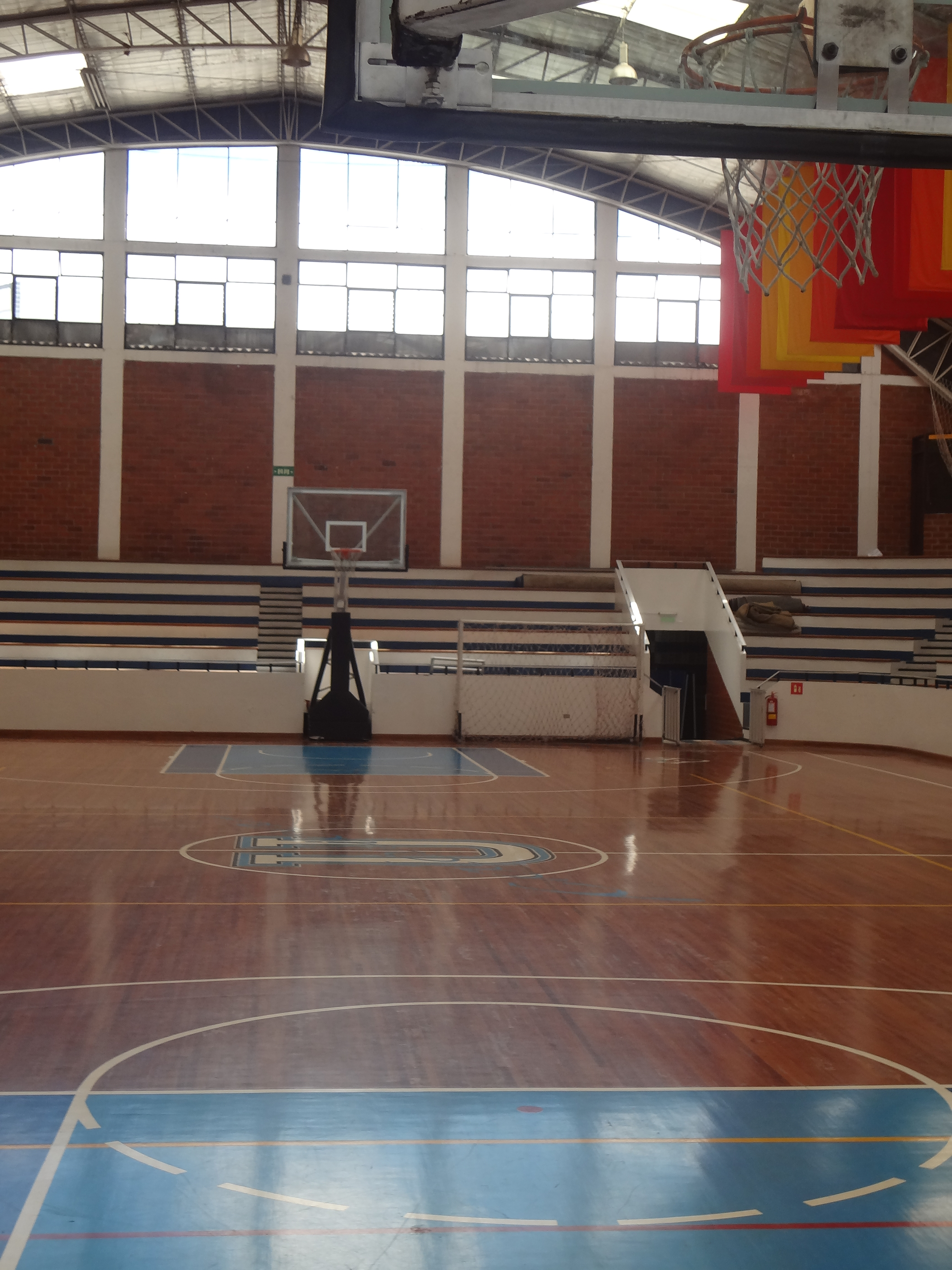
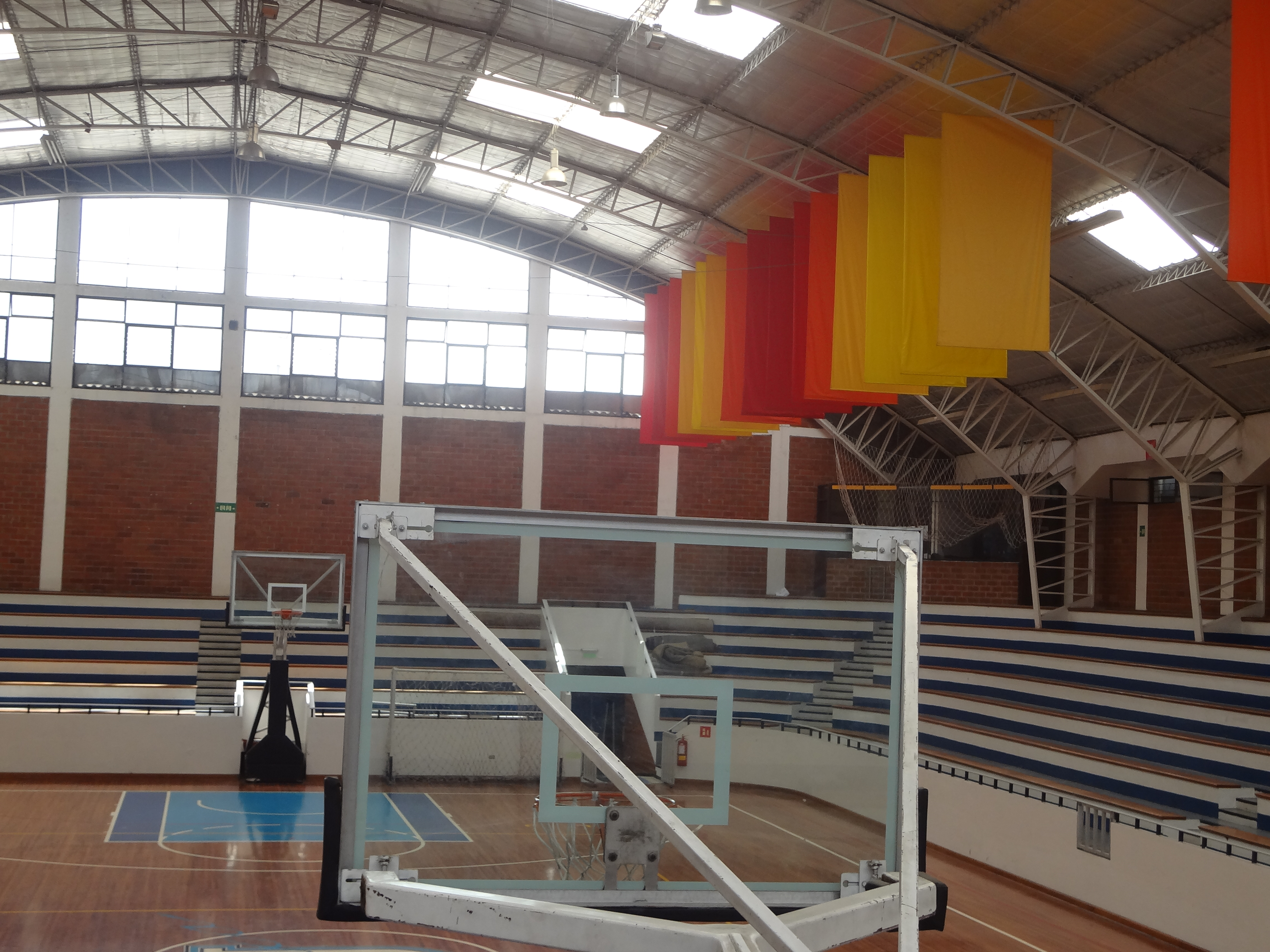
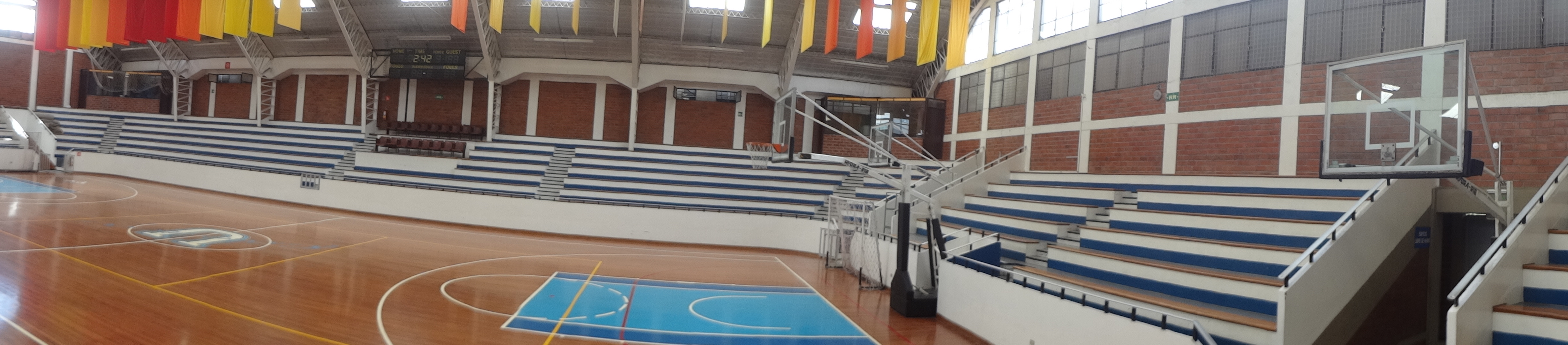

#### Campus, PUCE

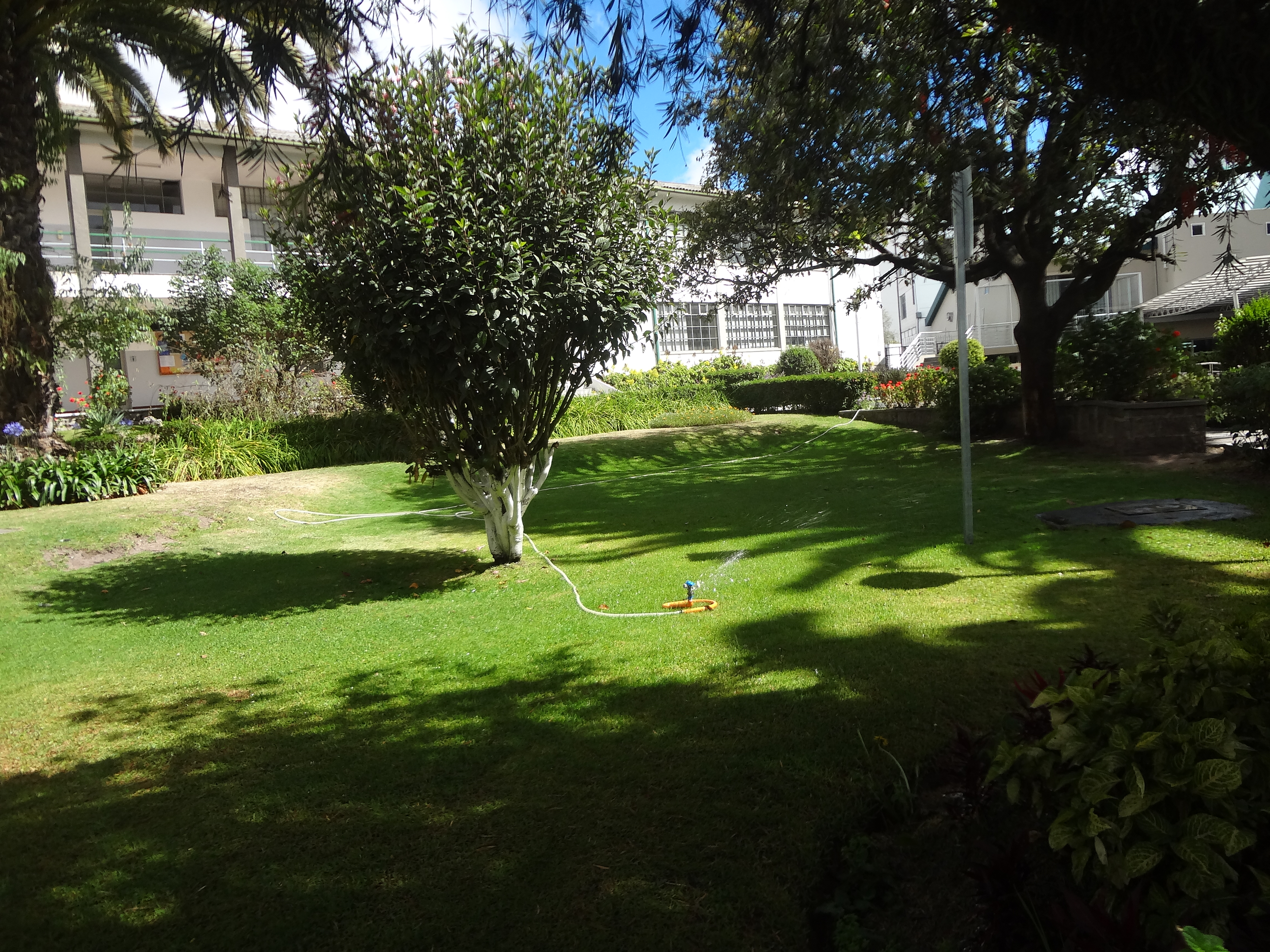
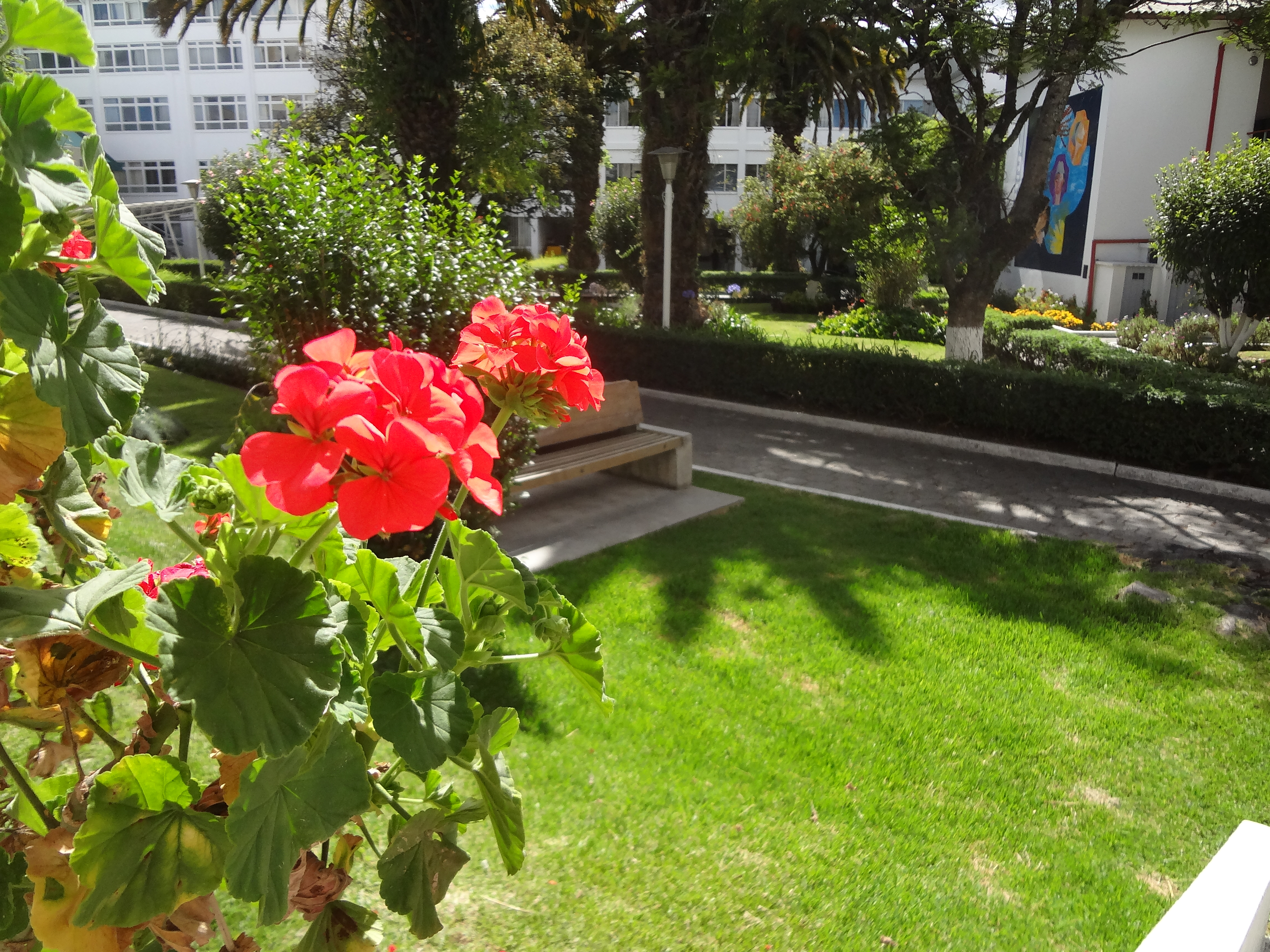
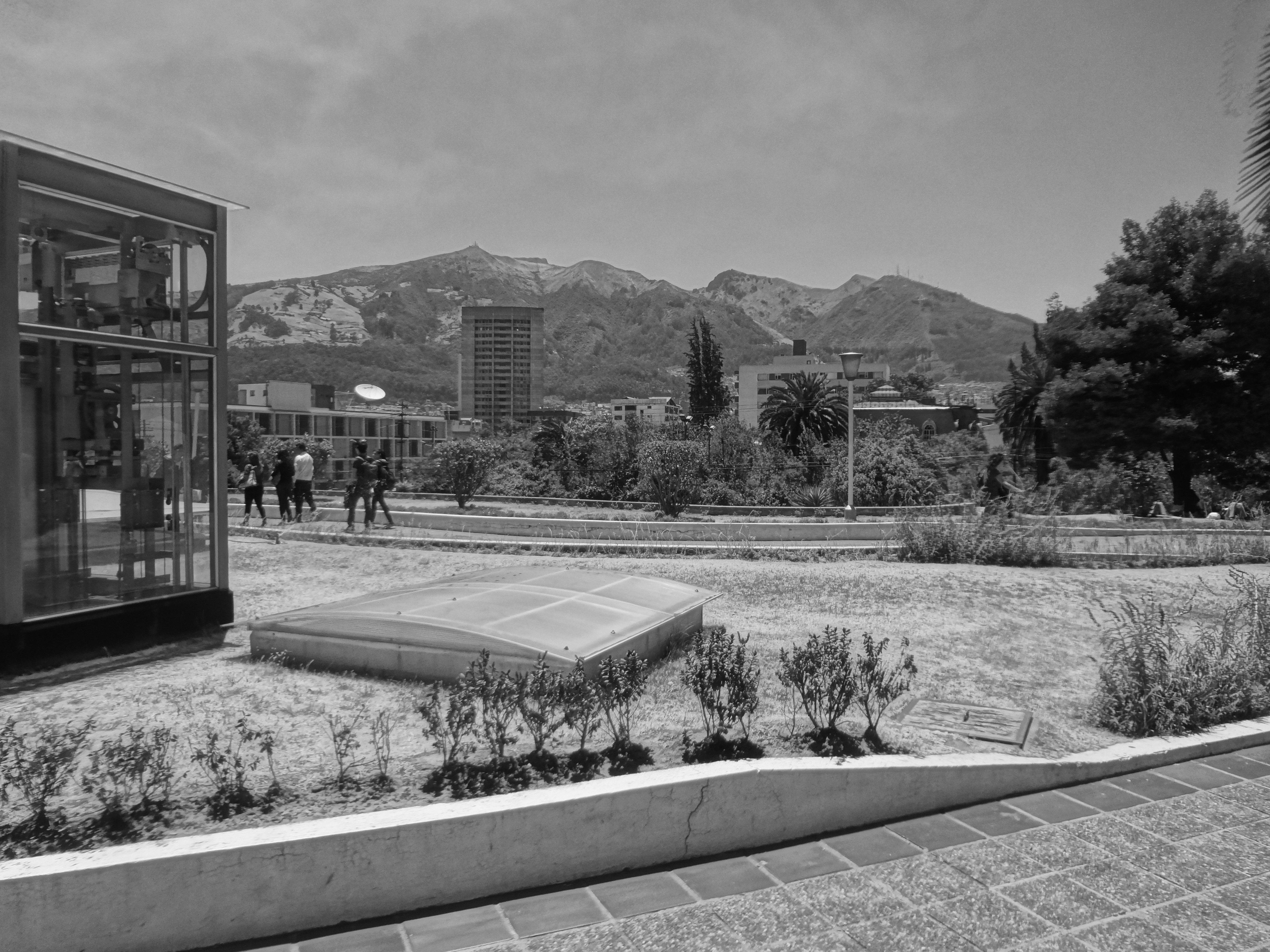
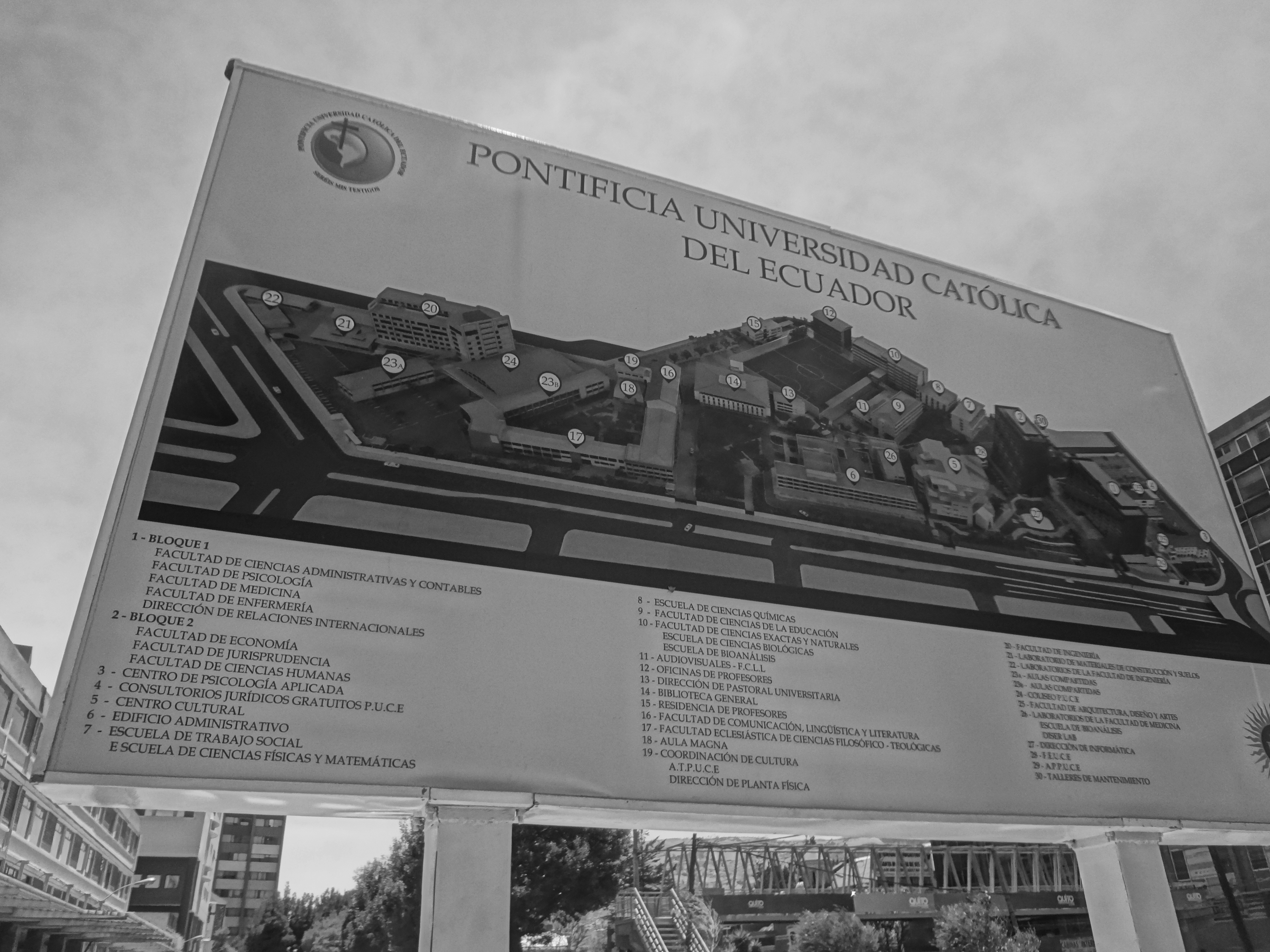

#### L'architecture École, PUCE

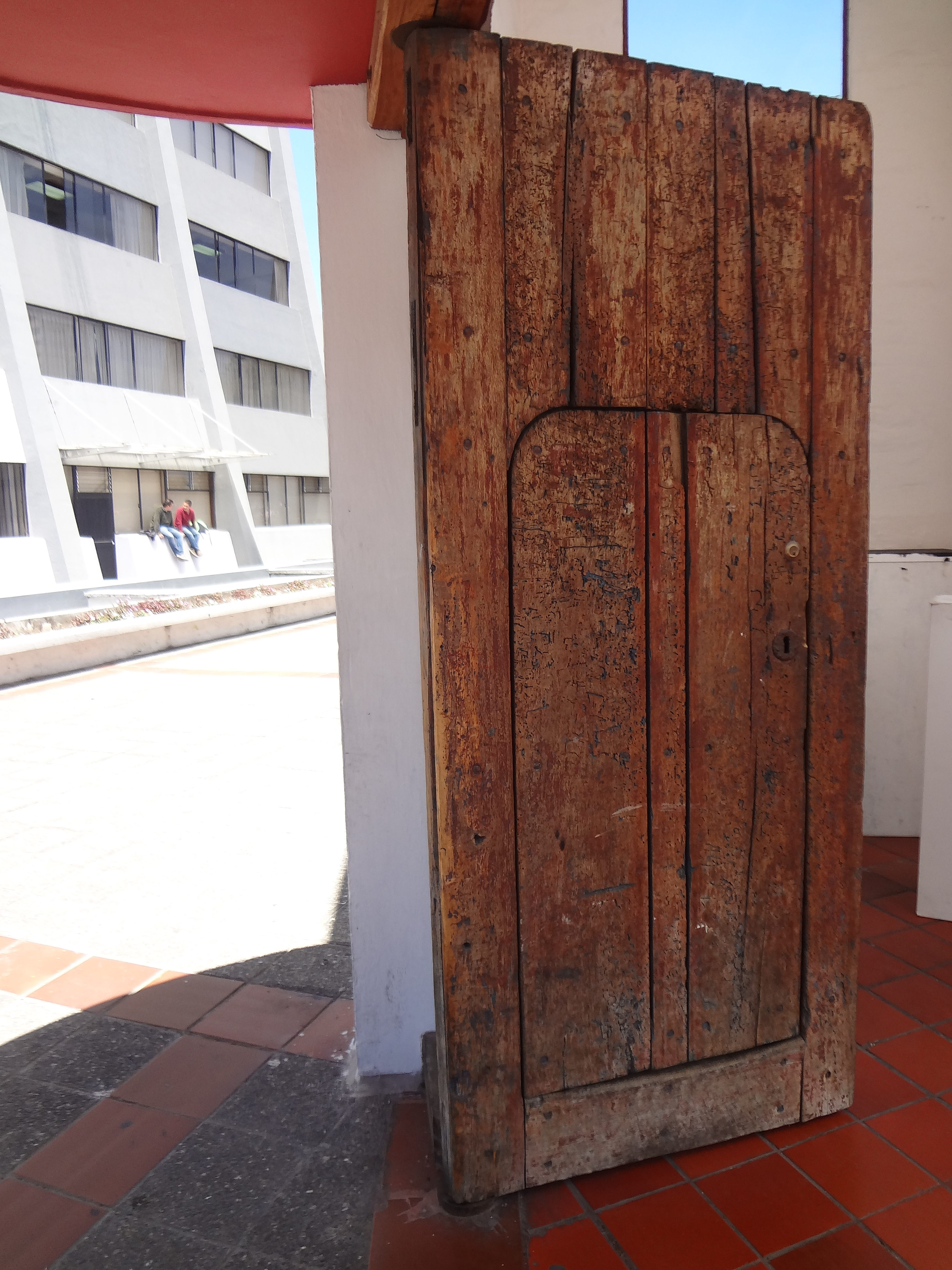
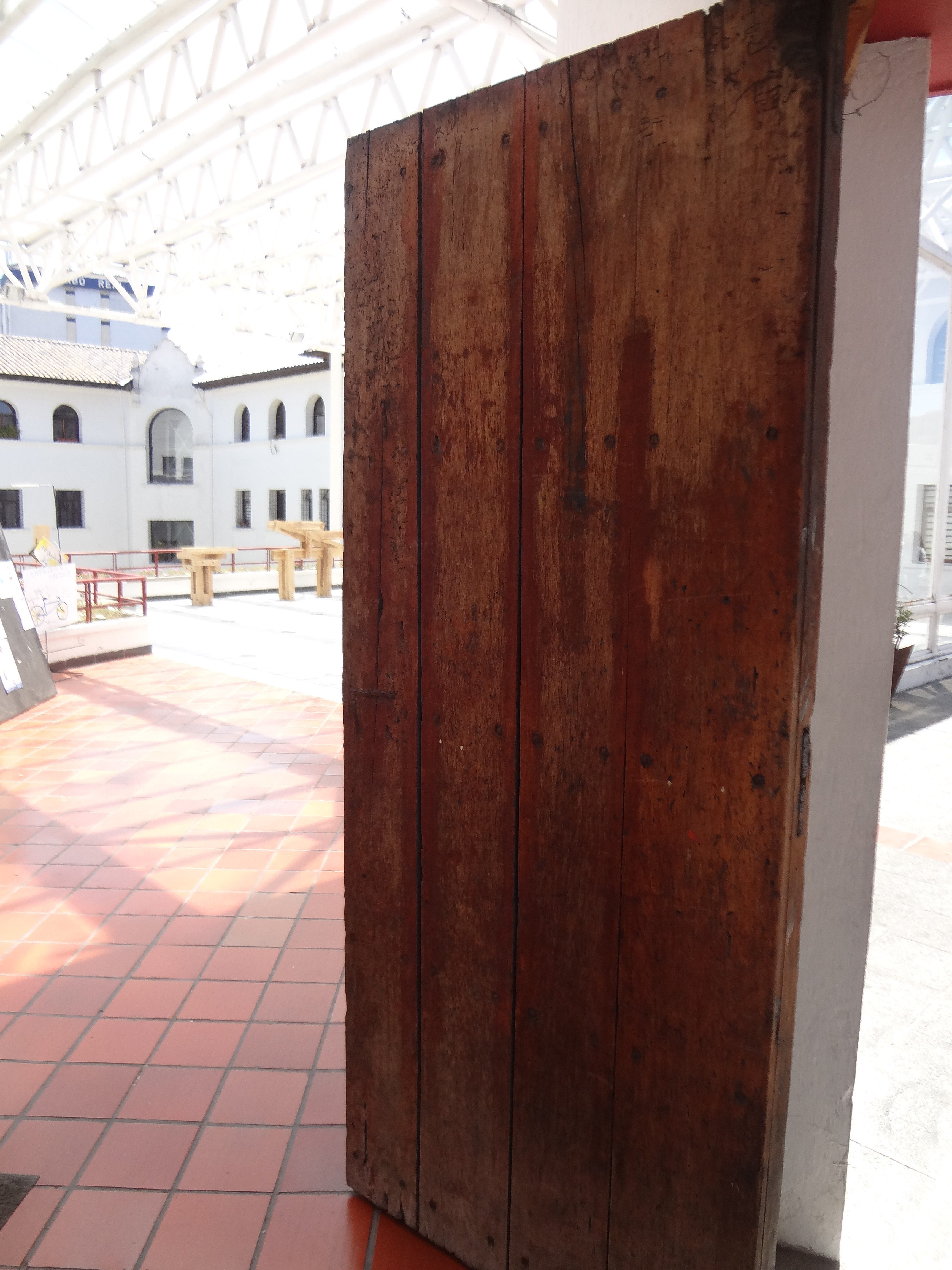
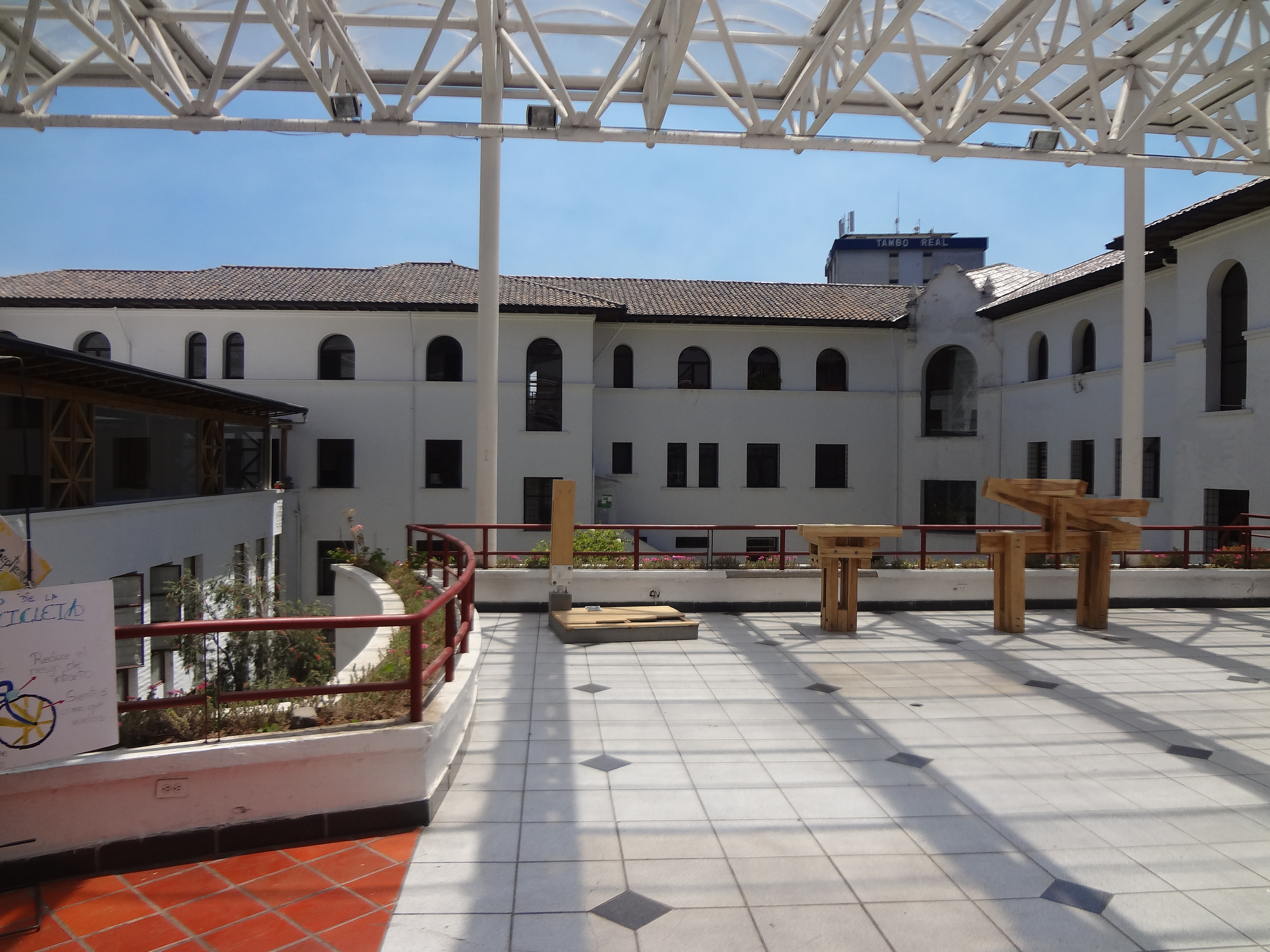

## École, PUCE
- - L'École d'architecture
  - La biochimie
  - L'École de communication
  - Le génie informatique
  - L'ingénierie
  - La jurisprudence
  - L'École de philosophie
  - La linguistique[8]
  - La littérature
  - La médecine
  - Les sciences économiques
  - Le soin infirmier

### Bibliothèque à PUCE, Quito

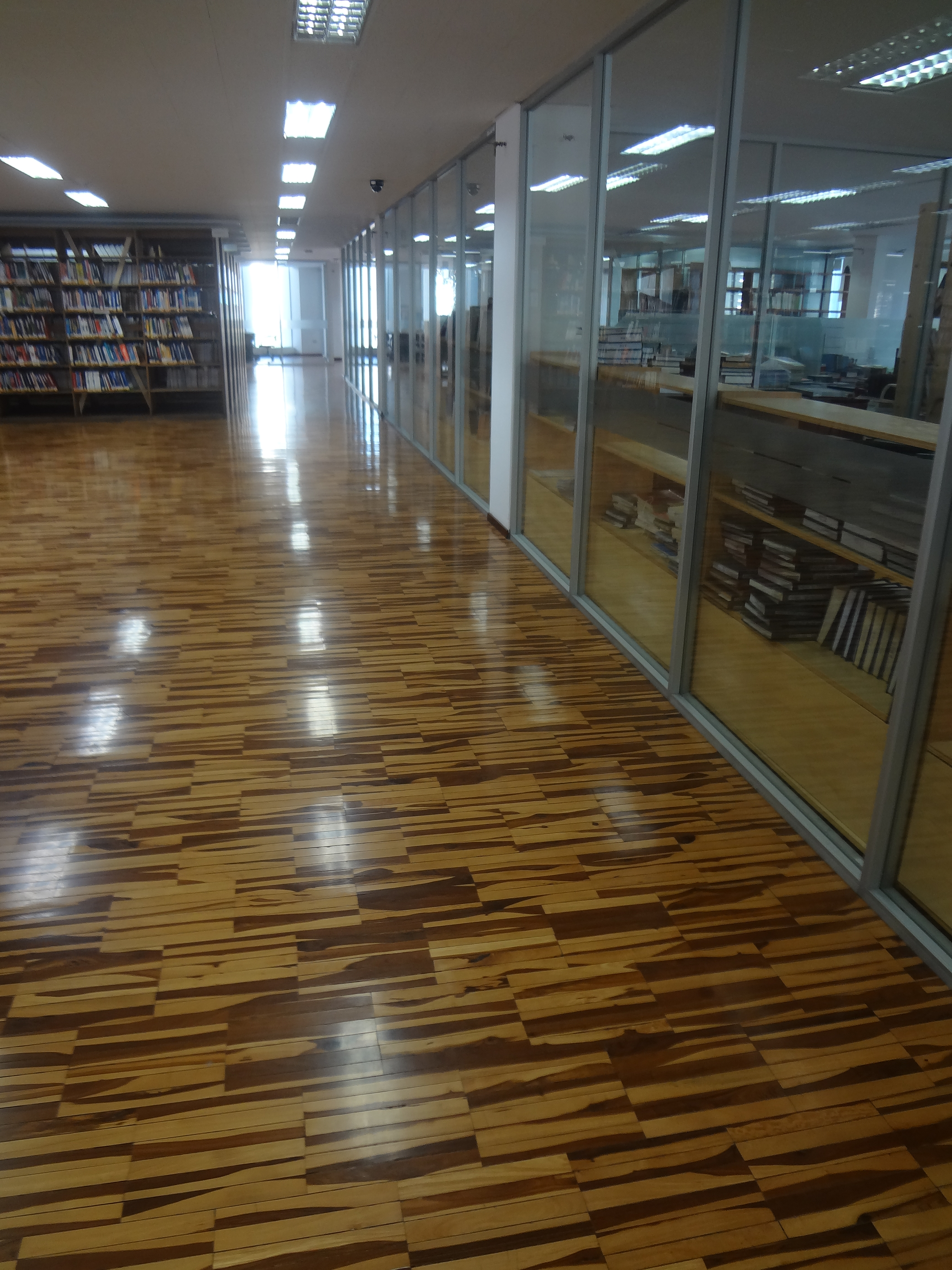
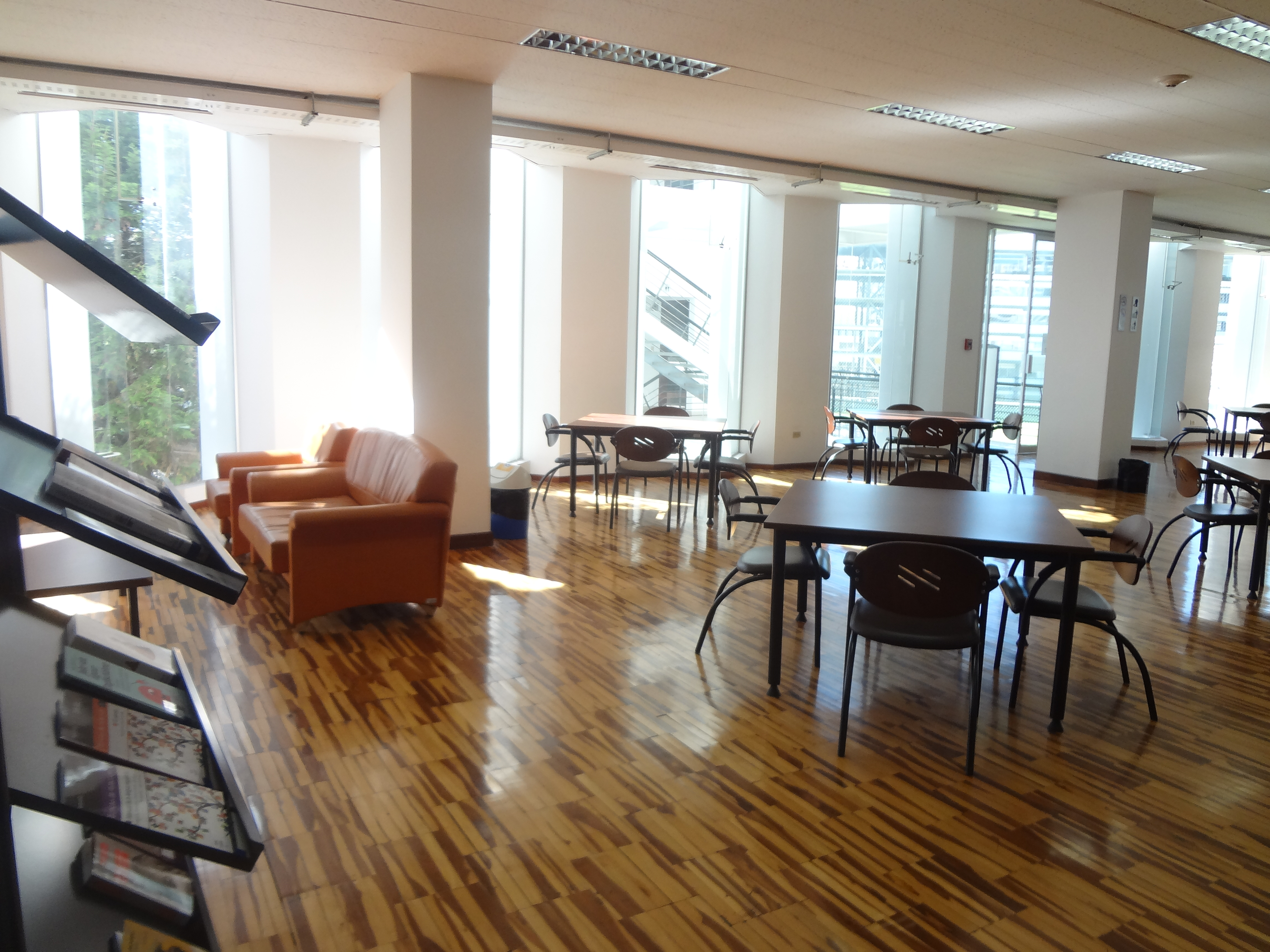
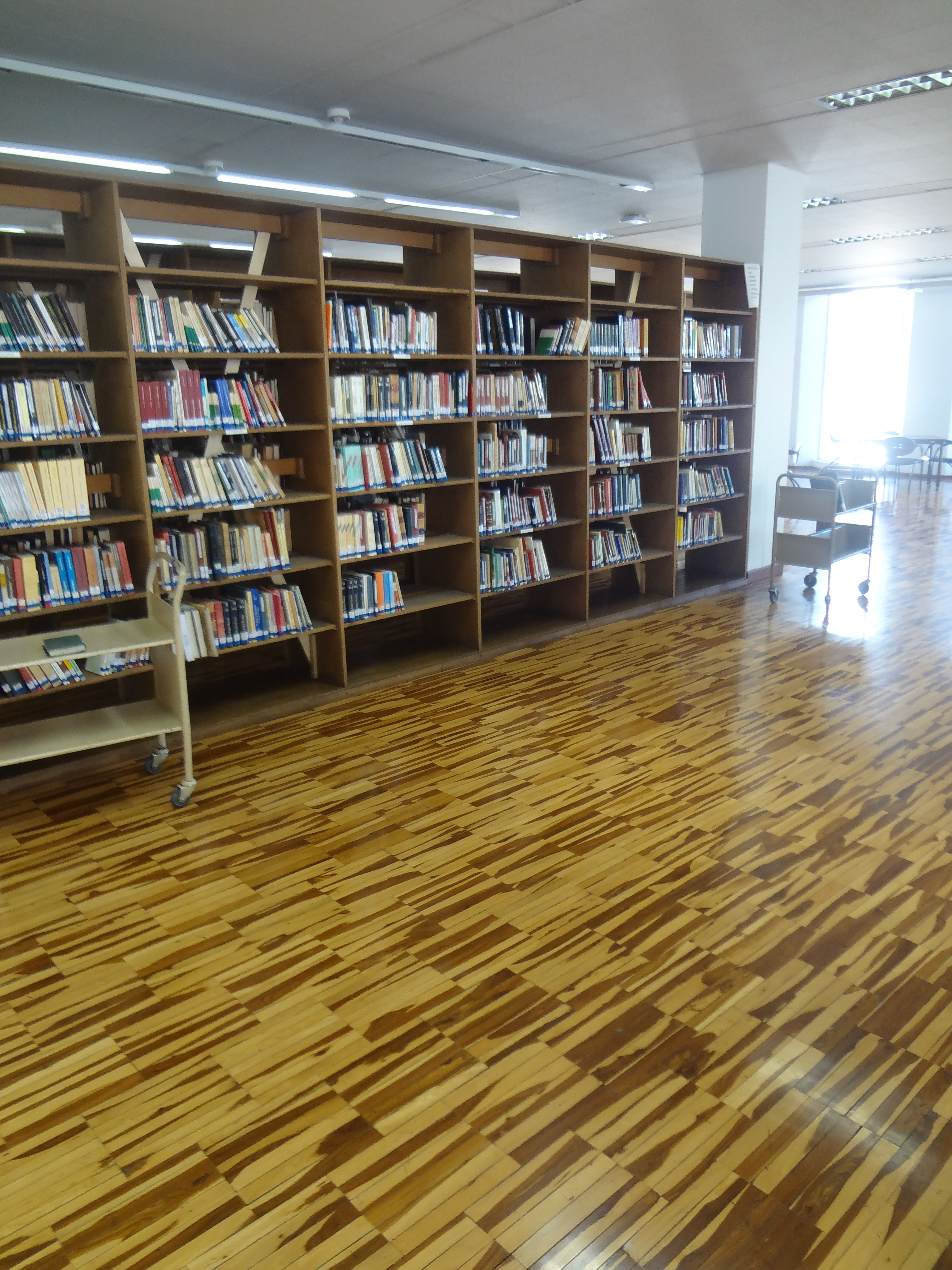
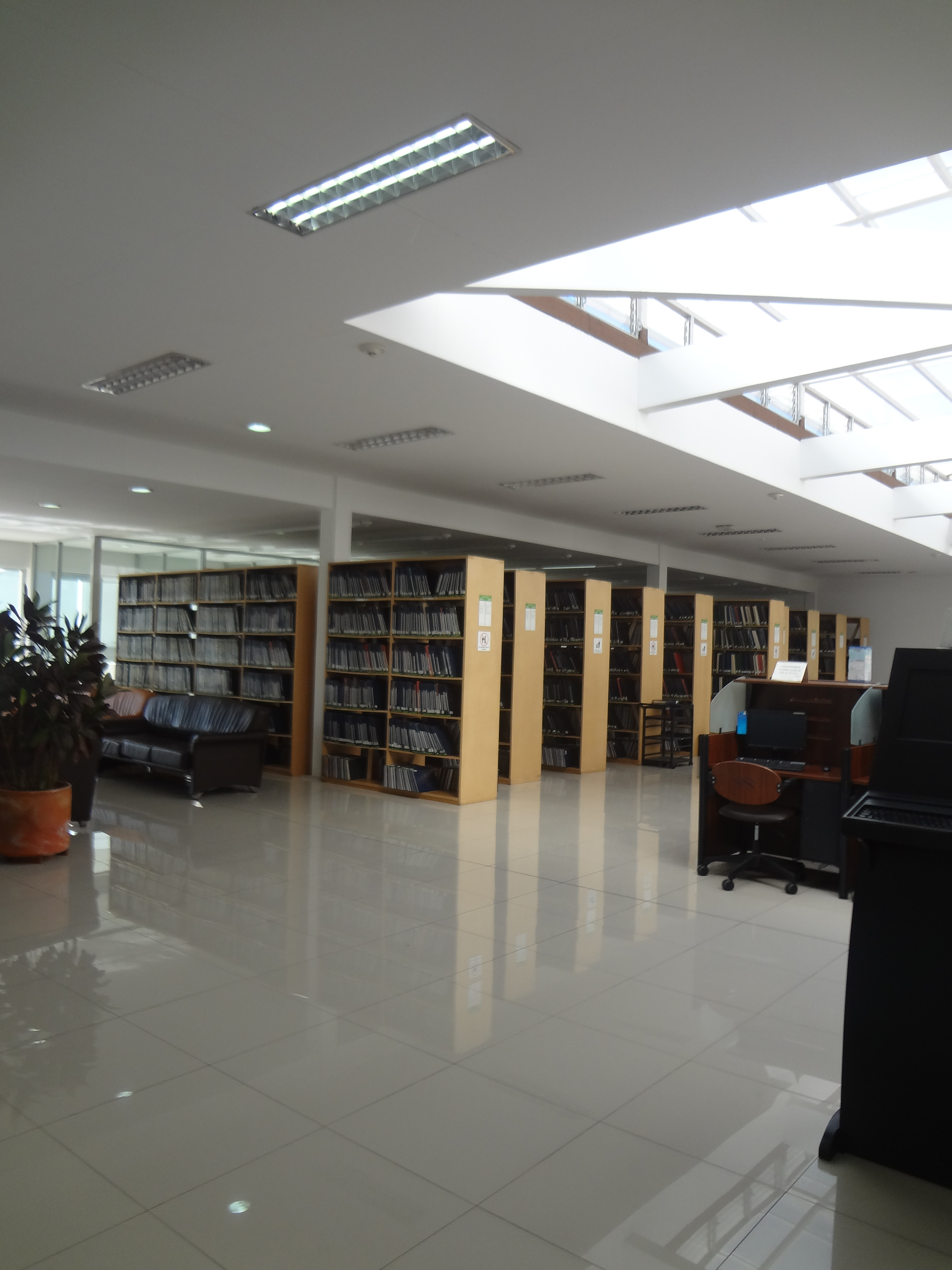
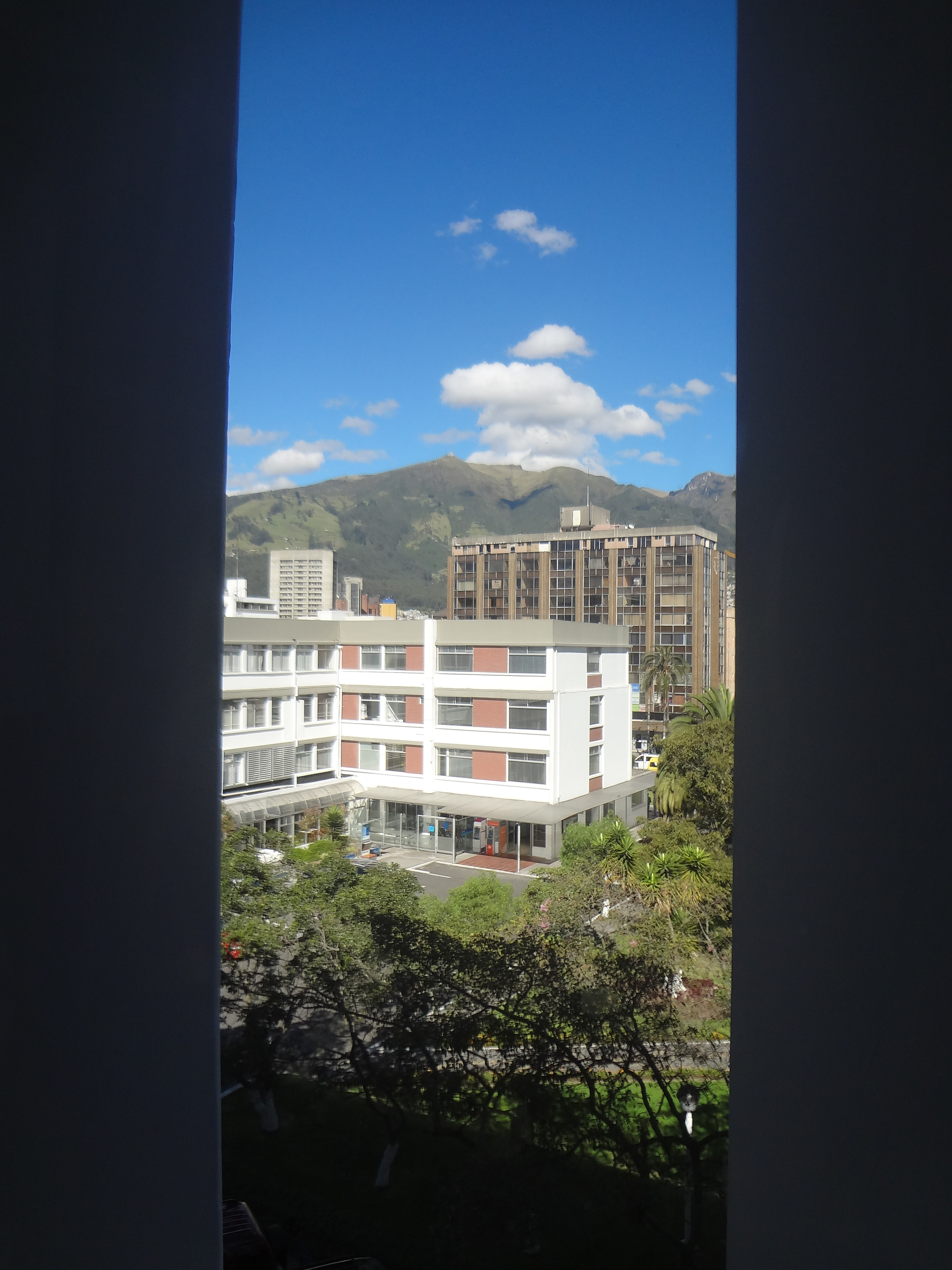

#### Le Centre culturel, PUCE
Le Centre culturel PUCE, fonctionne depuis 1997 avec expositions sont en : arts plastiques, sculpture, photographie, gravure.
Université pontificale catholique d'Équateur Le Centre culturel PUCE a musée d'art installation, cinéma, danse, musique, théâtre. événements.

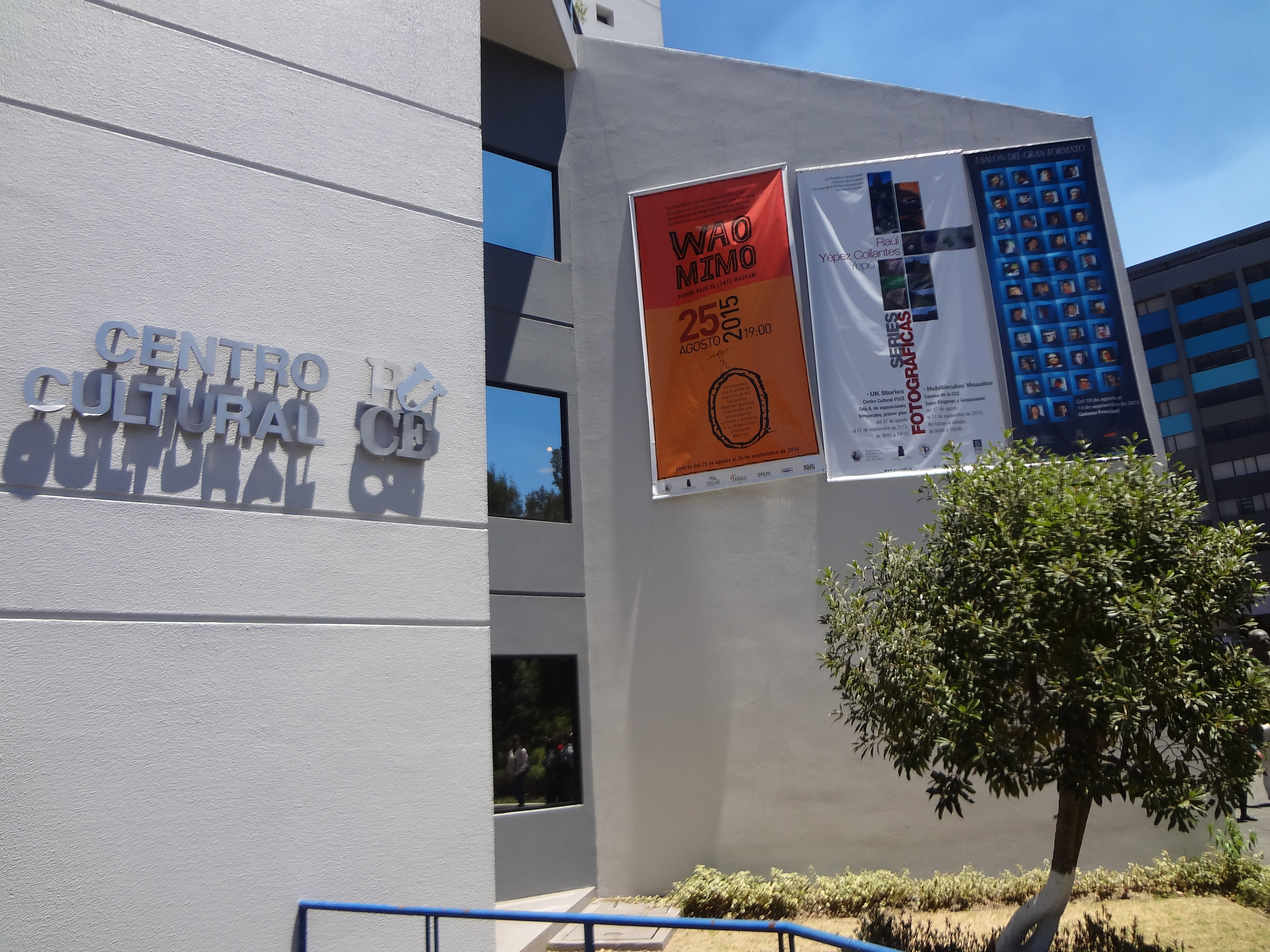
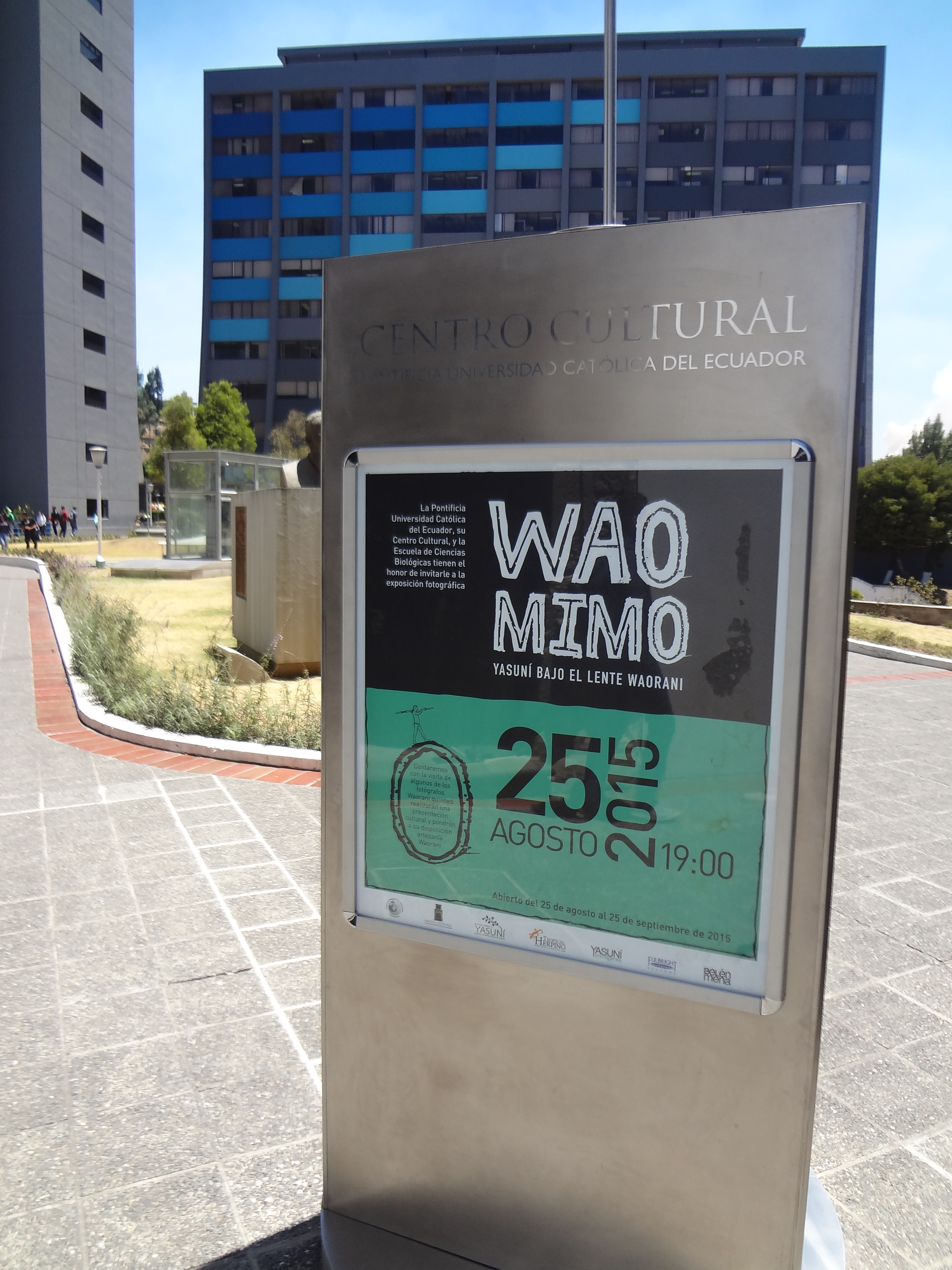
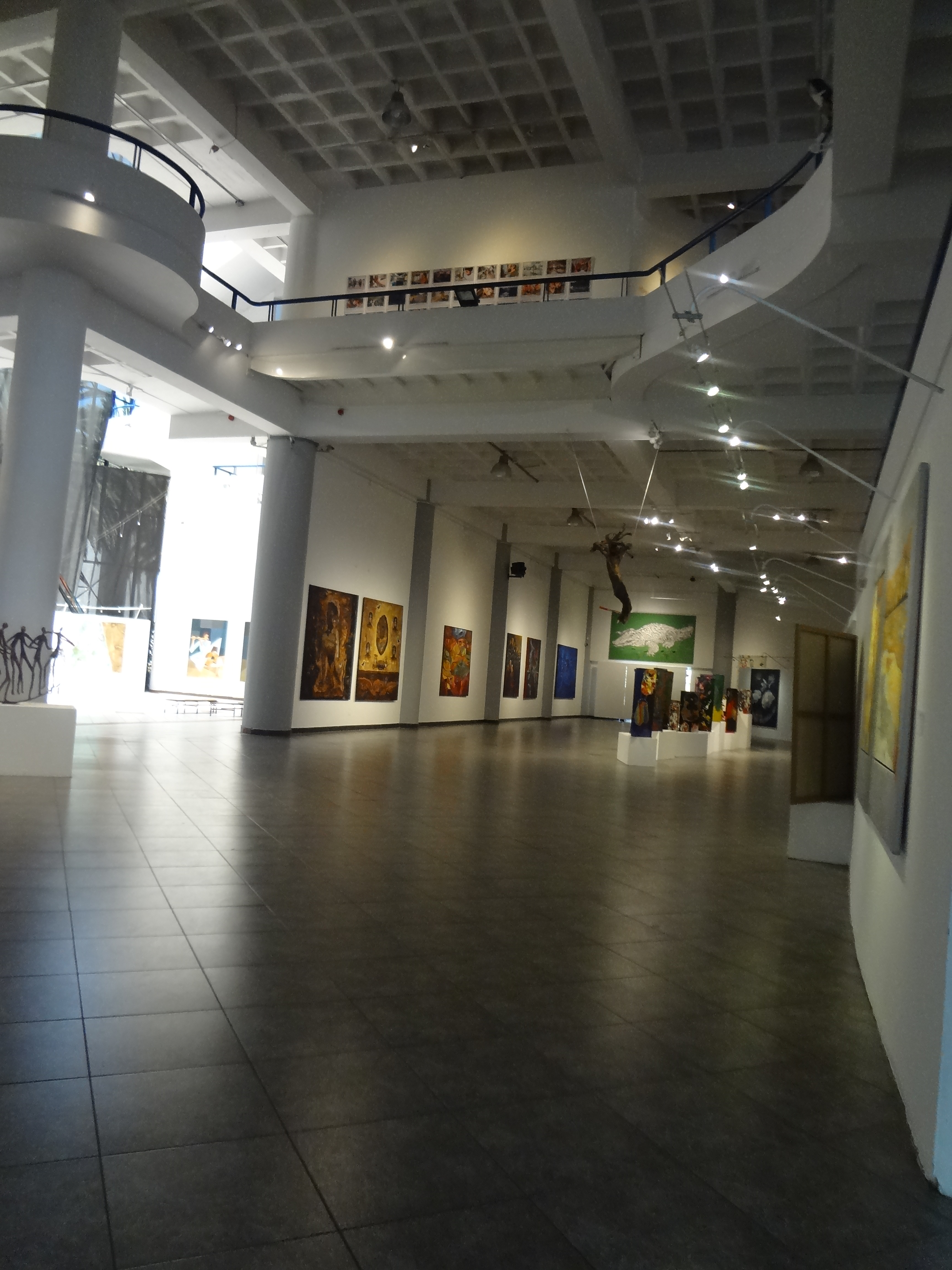
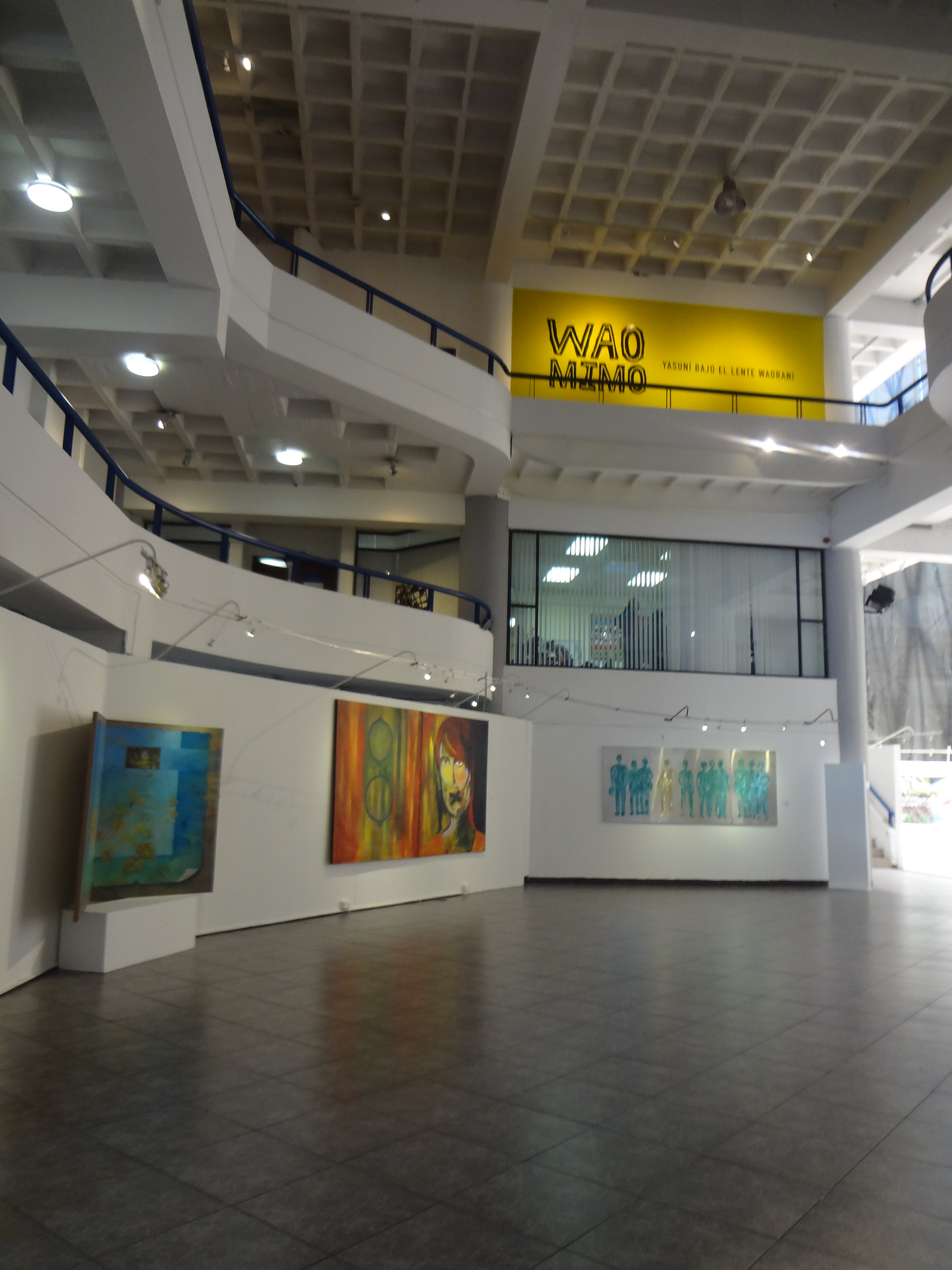
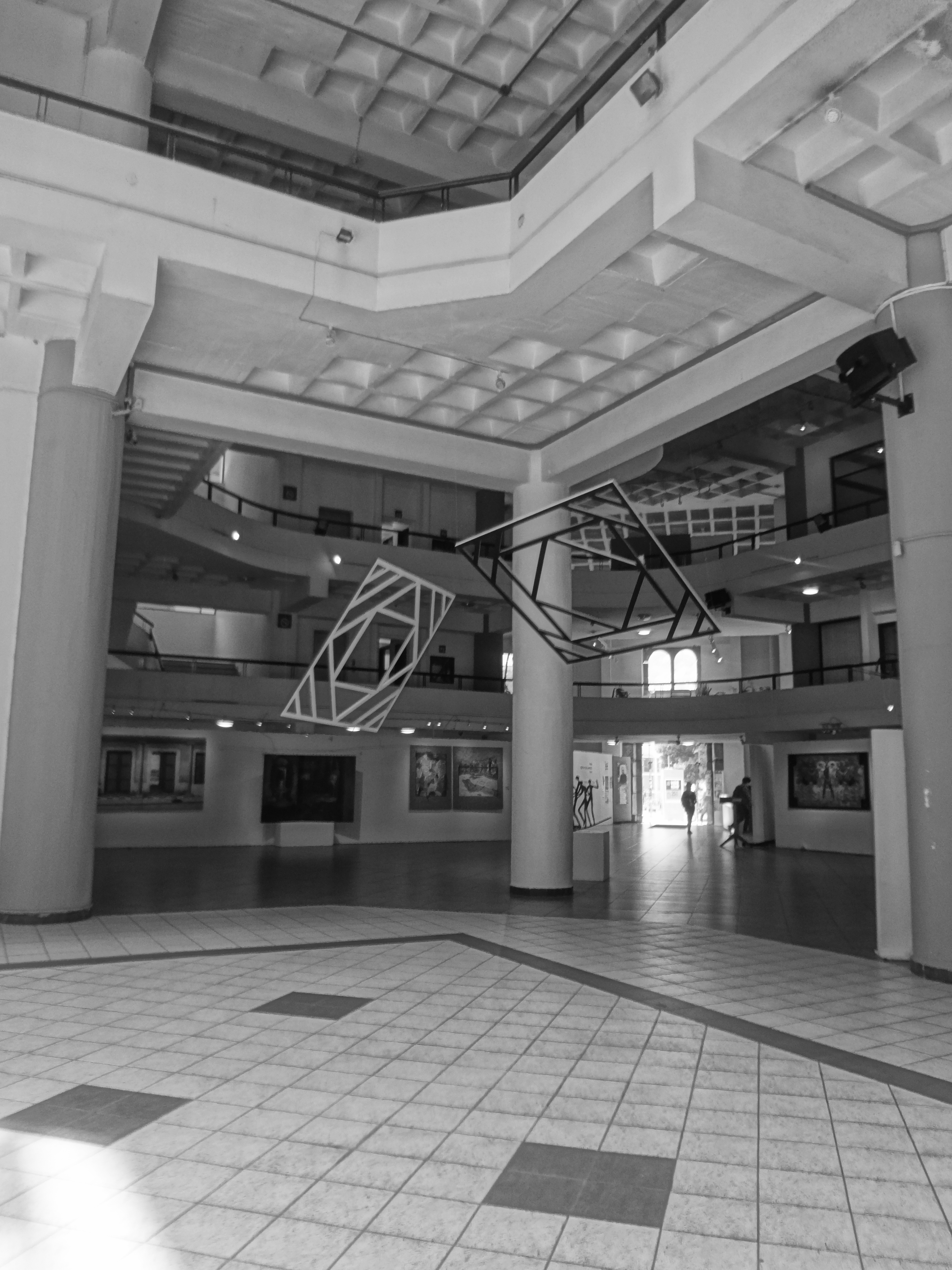

## François (pape) - 7 juillet 2015, université pontificale catholique d'Équateur
François,, le 7 juillet 2015, université pontificale catholique d'Équateur,,,, et pape de l’Église catholique sous le nom de François,,,,,

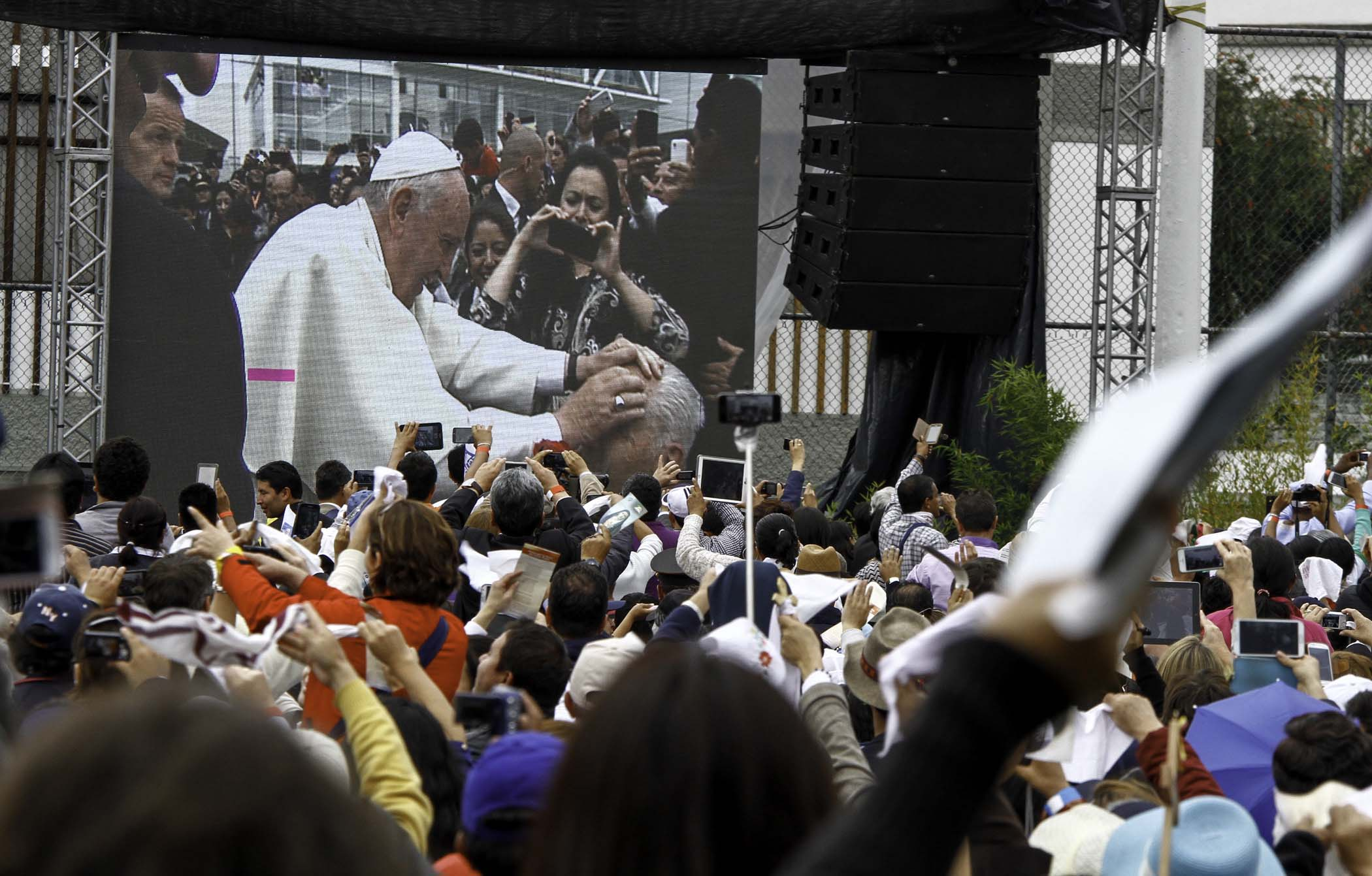
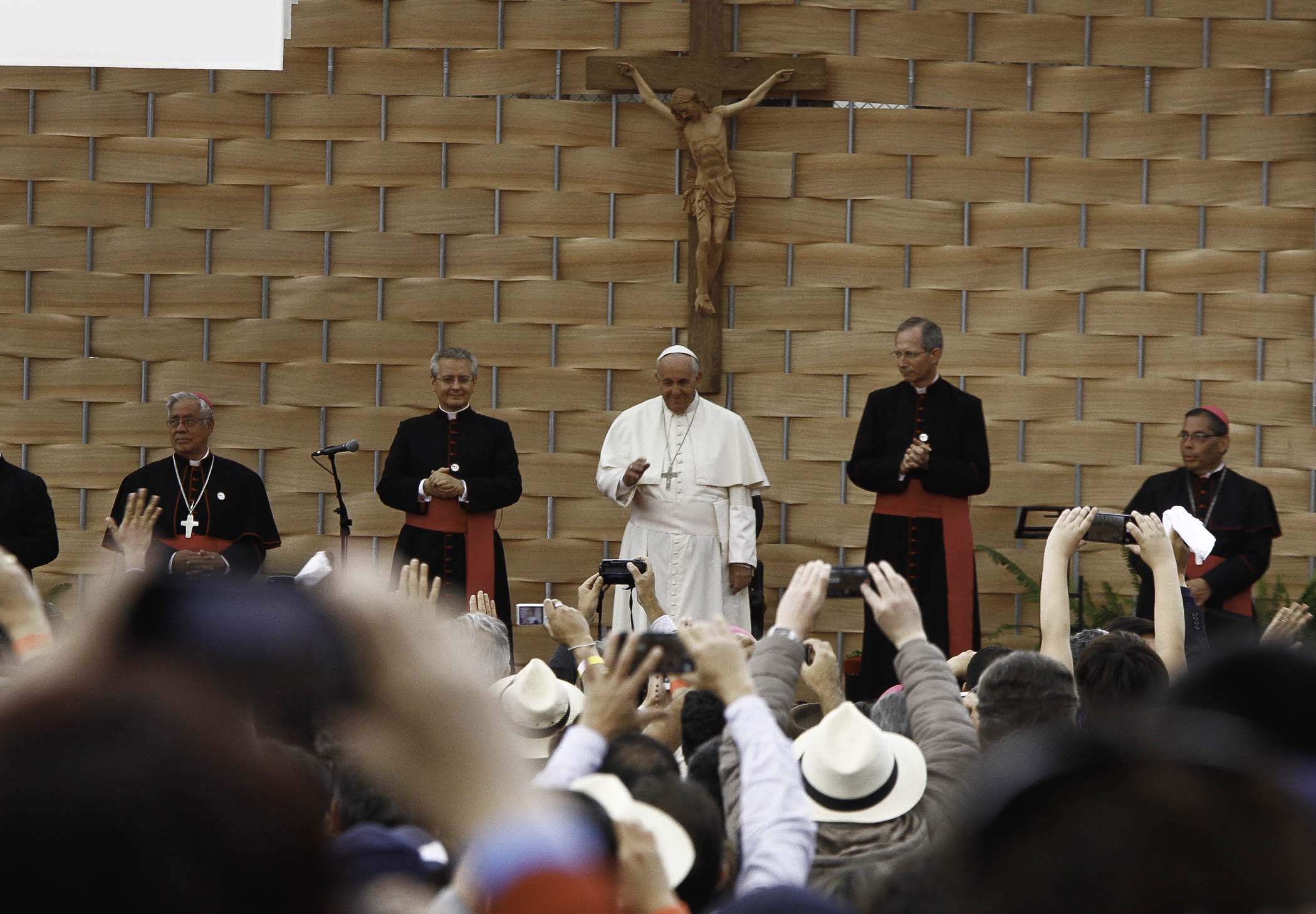
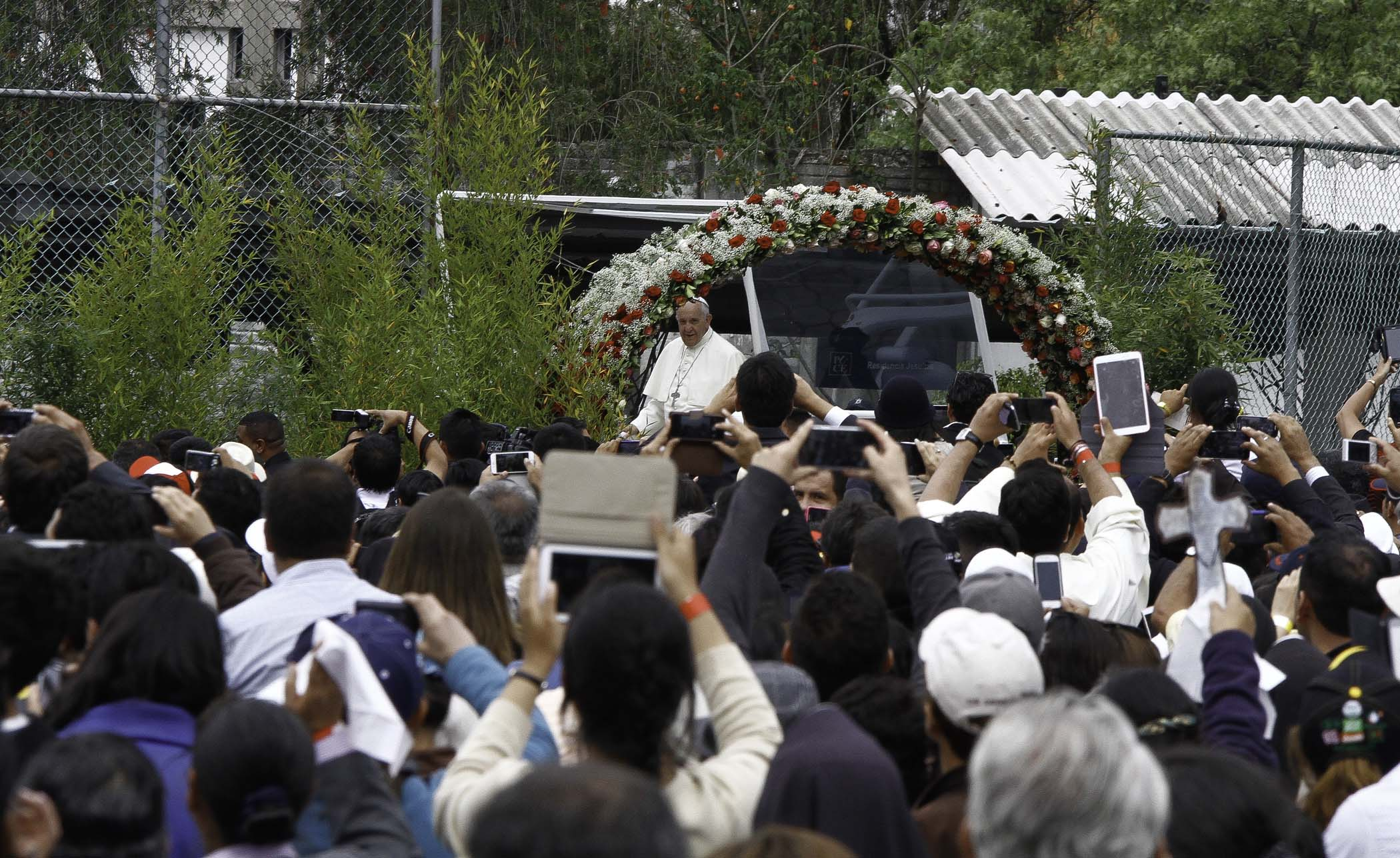
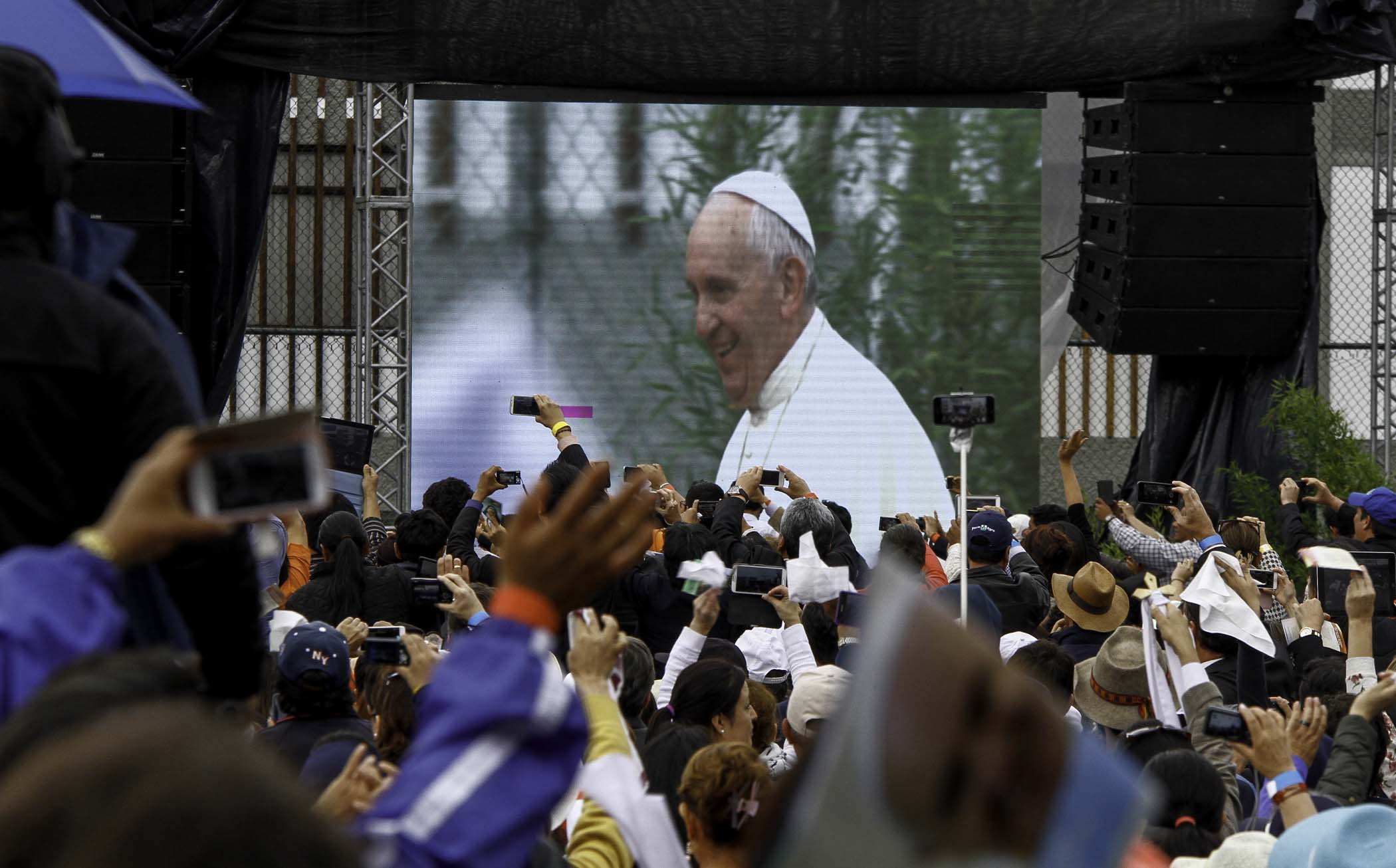

## Site d'Ambato
- administration des entreprises
- dessin industriel
- droit (ouverture : août 2010)
- ingénierie des systèmes
- langues et linguistique
- sport
- psychologie
- département de religion

## Site d'Ibarra
- architecture
- communication sociale
- design
- sciences agricoles et environnementales
- affaires et commerce international
- gestion d'entreprises touristiques et hôtelières
- jurisprudence
- langues et linguistique
- ingénierie des systèmes

## Site régional de Manabí
- Campus de Portoviejo
- Campus de Chone
- Campus de Bahía de Caráquez